# Урал (река)
Ура́л (до 1775 года — Я́и́к; ног. Яйык; баш. МФА: Яйыҡо файле, каз. Жайық) — река в Восточной Европе, протекает по территории России и Казахстана, впадает в Каспийское море. Является третьей по протяжённости рекой Европы, уступает по этому показателю только Волге и Дунаю. Длина — 2428 км. Площадь водосборного бассейна — 231 000 км². Средний расход воды у с. Кушум — 400 м³/с. Основное питание реки — тающий снег (60-70 %); вклад осадков относительно невелик.

## Этимология
Старое название (до 1775 года) — Я́и́к. Древнее название упоминается у Птолемея как Даикс. Гидроним тюркского происхождения (jajyk — «разостланный, широкий»). Старое название реки сохранилось в казахском, в ногайском и башкирском языках. В некоторых текстах река упоминается под названием Римн (лат. Rhymnus fluvius), которое также приписывают Волге, Эмбе, Большому и Малому Узеню; на картах средневековых европейских картографов современная река Урал часто указывалась как Rhymnus либо Rhymnicus. Первое упоминание в сохранившихся русских летописях относится к 1140 году: «Мстислав загна Половци за Дон за Волгу за Яик».
В России название Яик было изменено на Урал в 1775 году по указу Екатерины Второй, после подавления Крестьянской войны под предводительством Пугачёва, в которой активно принимали участие башкиры и яицкие казаки. За основу было взято наименование горного края.

## География
Берёт начало на склонах вершины Круглая сопка хребта Уралтау в Учалинском районе Башкортостана. Здесь она имеет среднюю ширину от 60 до 80 метров и течёт как типичная горная река. Затем впадает в болото Яманхаз. Ниже Верхнеуральска её течение характерно для равнинной реки. Между Магнитогорском и Орском берега крутые и каменистые, а на дне много перекатов. После Орска река резко поворачивает на запад и протекает через 45-километровый каньон в Губерлинских горах. После Уральска река расширяется и имеет множество озёр и протоков. В районе устья река разделяется на два рукава, образуя обширные заболоченные территории.
Пётр Рычков в своей книге «Топография Оренбургская» писал: «Яикъ вершину имѣетъ за Уральскими горами на Сибирской дорогѣ, въ Куваканской волости, изъ горы, называемой Калганъ Тау, что значитъ крайняя или остальная гора въ Уралѣ.»
В начале Урал течёт на юг, встретив же возвышенное плоскогорье Казахской степи, круто поворачивает на северо-запад, за Оренбургом меняет направление к юго-западу, у г. Уральск река делает новый крутой изгиб к югу и в этом главном направлении, извиваясь то к западу, то к востоку, впадает в Каспийское море.
Устье Урала делится на несколько рукавов и постепенно мелеет. Этот тип дельты естественным образом образуется на медленных реках, которые несут много наносов и впадают в спокойное море. В 1769 году Паллас насчитал девятнадцать рукавов, часть которых выделялась Уралом в 660 метрах выше впадения его в море; в 1821 году было всего девять, в 1846 году — только три: Яицкое, Золотинское и Перетаскное. К концу 1850-х и началу 1860-х годов до самого города Гурьева (ныне Атырау) никаких рукавов с постоянным течением от Урала почти не отделялось. Первый рукав, отделявшийся от главного русла слева, был Перетаск, разделявшийся на протоки Перетаскной и Алексашкин. Ещё ниже русло Урала делилось на 2 рукава — Золотинский и Яицкий, причём как первый, так и второй делились на два устья: Большое и Малое Яицкое, Большое и Старое Золотинское. От Золотинского рукава на восток отходил ещё один рукав, Бухарка, впадающий в море между Перетаском и Золотым.

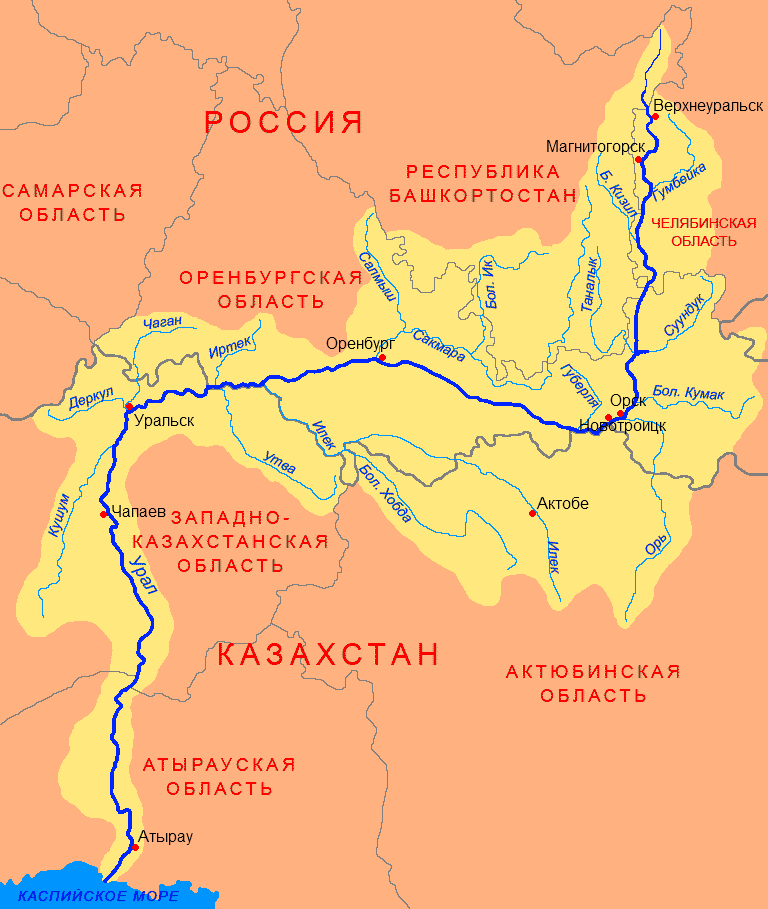
Бассейн Урала

Падение воды Урала от верховьев до Орска составляет около 0,9 метра на 1 километр, от Орска до Уральска — не более 30 сантиметров на 1 километр, ниже — ещё меньше. Ширина русла в общем незначительна, но разнообразна. Дно Урала, в верховьях каменистое, в большей же части течения его глинистое и песчаное, а в пределах Уральской области имеются каменные гряды. Под Уральском дно реки выстлано мелкой галькой, которая встречается несколько больших размеров у «Белых горок»; особая галька из плотной глины, кроме того, попадается в некоторых местах нижнего течения Урала (в «Погорелой луке»). Течение Урала довольно извилисто и образует большое число петель. При малом падении воды река на всём протяжении очень часто меняет главное русло, прорывает себе новые ходы, оставляя по всем направлениям глубокие водоёмы, или «старицы».
Благодаря изменчивому течению Урала многие казачьи селения, бывшие раньше при реке, оказались впоследствии на старицах, жители других селений были вынуждены переселиться на новые места только потому, что старые пепелища их были постепенно подточены и снесены рекой. Долина Урала изрезана по обеим сторонам старицами, узкими протоками, расширенными протоками, озёрами, маленькими озёрами; во время весеннего половодья, происходящего от таяния снегов на Уральских горах, все они наполняются водой, которая держится в иных до следующего года. Весной притоки несут в Урал массу талой воды, река выходит из берегов. В местах, где берега отлоги, река разливается на 3—7 километров. Урал мало судоходен. На реке образовано Ириклинское водохранилище.
В реке водятся осётр, севрюга, сазан, сом, судак, лещ, окунь, чебак. В «Путешествии по разным провинциям Российского государства» Паллас указывал на «несказанное множество» севрюги в реке и упоминал также белугу и стерлядь, являвшихся предметом промысла казаков.
От реки проводится водопровод к нефтепромыслам. В междуречье Урала и Эмбы находится артезианский бассейн.
| Средний расход воды (м³/с) реки Урал по месяцам с 1915 по 1984 гг. (замеры производились на гидрологическом посту в Кушуме) |

## Экология и рыболовство
Из проходных рыб в Урал заходят: белуга, белорыбица, осётр, севрюга. Из полупроходных вобла, лещ, сазан, судак. Постоянно обитающие и полупроходные: окунь, плотва, карась, краснопёрка, налим, ёрш, пескарь, карп, щука, сом, бычок и др. В верховьях реки встречаются: хариус, таймень, форель и др.

## Притоки
Большинство притоков впадает в него с правой, обращённой к Общему Сырту стороны; из них известны: Артазым, Большой Кизил, Таналык, Губерля, Сакмара, Кинделя и Иртек; в Западно-Казахстанской области ниже Иртека вливаются несколько мелководных речек, в том числе Рубежка, при устье которой были первые селения яицких казаков. Самым водным притоком справа является Сакмара, берущая своё начало в Башкортостане.
Слева впадают реки: Гумбейка, Суундук, Большой Кумак, Орь, Илек, Утва, Барбашева (Барбастау) и Солянка, заметная лишь весною и пересыхающая летом.
Объекты перечислены по порядку от устья к истоку (указано расстояние от устья).
- Барбастау
- 793 км: Шаган
- 885 км: Рубежка
- 897 км: Быковка
- 901 км: Ембулатовка
- 905 км: река без названия
- 924 км: Солянка
- 981 км: Иртек
- Утва
- 1085 км: Илек
- 1173 км: Чёрная
- 1192 км: Большая Зубочистенка
- 1196 км: Зубочистка
- 1202 км: Камыш-Самарка (Камыш-Самара[25])
- 1221 км: Крестовка
- 1229 км: Елшанка
- 1237 км: Ключи
- 1246 км: Погромка
- 1251 км: Донгуз
- 1255 км: Чёрная
- 1262 км: Каргалка
- 1286 км: Сакмара
- 1323 км: Бердянка
- 1404 км: Буртя
- 1407 км: Сухая Речка
- 1436 км: Вязовка
- 1471 км: Безымянный
- 1480 км: Урта-Буртя
- 1484 км: Алабайталка
- 1500 км: Тузлукколь
- 1514 км: Карагашты
- 1518 км: Елшанка
- 1528 км: Бурлы
- 1531 км: Суходол
- 1541 км: Мечетка
- 1555 км: Аксакалка
- 1557 км: река без названия
- 1559 км: Грязнушка 1-я
- 1569 км: Жалгызагашсай
- 1580 км: Киялы-Буртя
- 1583 км: Письменка
- 1595 км: Алимбет
- 1614 км: Киндерля
- 1622 км: Сухая Речка
- 1629 км: река без названия
- 1633 км: Губерля
- 1641 км: Терекла
- 1662 км: Шошка
- 1707 км: Елшанка
- 1715 км: Орь
- 1733 км: Большой Кумак
- 1827 км: Таналык
- 1828 км: Суундук
- 1847 км: Ташла
- 1860 км: Бурля
- 1885 км: Большой Уртазымка
- 1907 км: Нижняя Гусиха
- 1916 км: Средняя Гусиха
- 1938 км: Верхняя Гусиха
- 1959 км: Большой Караганка
- 2002 км: Худолаз
- 2014 км: Большой Кизил
- 2018 км: Греховка
- 2037 км: Сухая
- 2091 км: Янгелька
- 2104 км: Зингейка
- 2116 км: Гумбейка
- 2136 км: Сухая Речка
- 2172 км: Малый Кизил
- 2177 км: Ржавка
- 2217 км: Воровская
- 2264 км: Ямская
- 2274 км: Урляда
- 2293 км: Елшань
- 2316 км: Каранъелга
- 2320 км: Миндяк
- 2343 км: Кандыбулак
- 2361 км: Малый Тусту
- 2376 км: Тарлау
- 2381 км: Кургаш
- 2390 км: Бирся
- 2398 км: Барал

## Граница между Азией и Европой

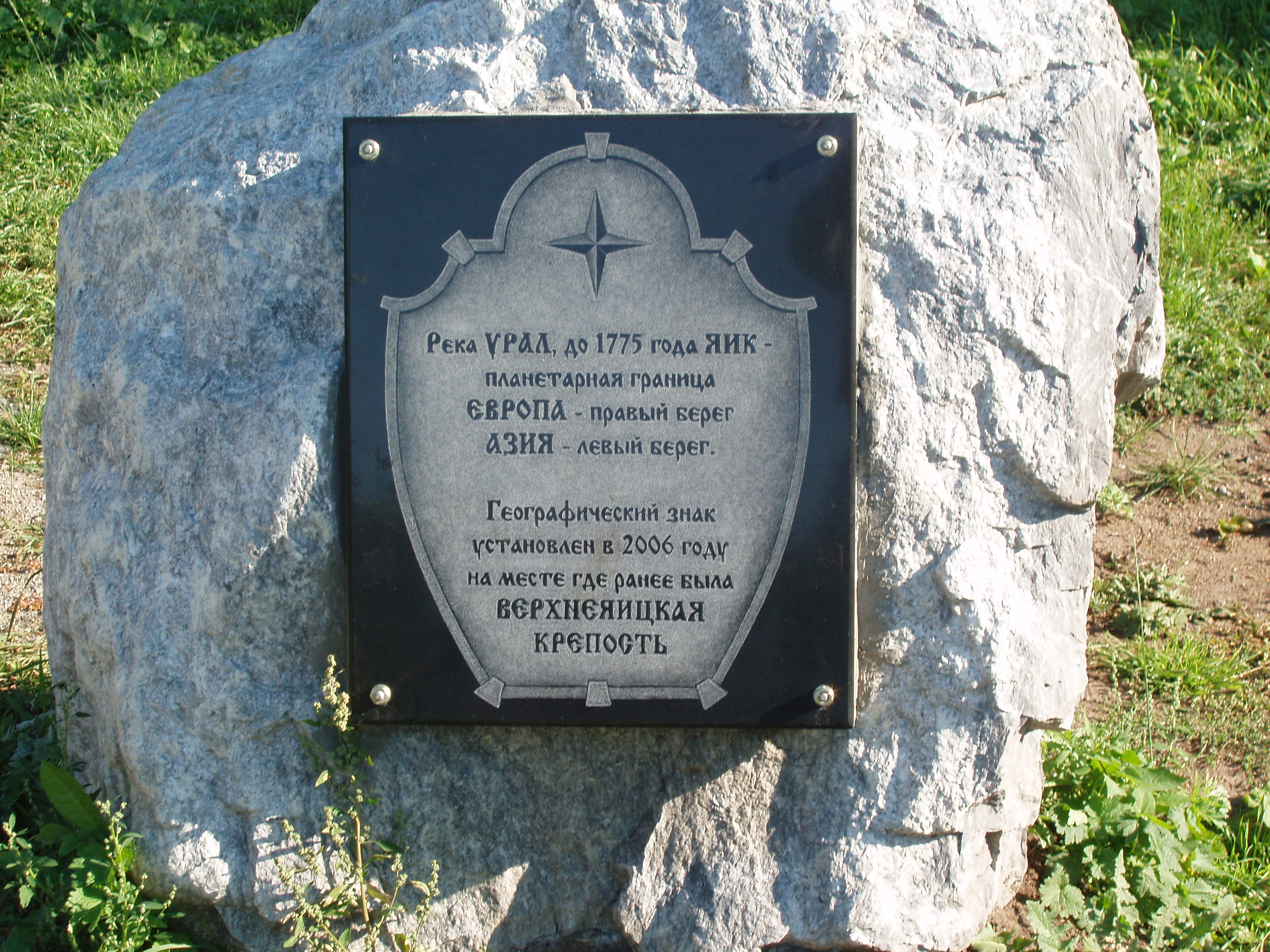
Памятный знак «Европа — Азия» на берегу Урала в Верхнеуральске

Река Урал является естественной водной границей между Азией и Европой в её верхнем течении в России. Граница проходит в г. Верхнеуральск и г. Магнитогорск, Челябинской области. В Казахстане географически граница между Европой и Азией проходит на юг от Орска по хребту Мугоджары. Таким образом, река Урал является внутренней европейской рекой, только российские верховья реки восточнее Уральского хребта относятся к Азии.
Предварительные результаты проведённой в 2010 году экспедиции Русского географического общества в Казахстане (пустыня и плато Устюрт) показали, что проведение границы Европы и Азии по реке Урал, равно, как и по Эмбе, не имеет достаточных научных оснований. Дело в том, что южнее Златоуста Уральский хребет, потеряв ось, распадается на несколько частей, затем горы и вовсе постепенно сходят на нет, то есть исчезает главный ориентир при проведении границы. Реки Урал и Эмба ничего не делят, так как местность, которую они пересекают, идентична.

## Галерея

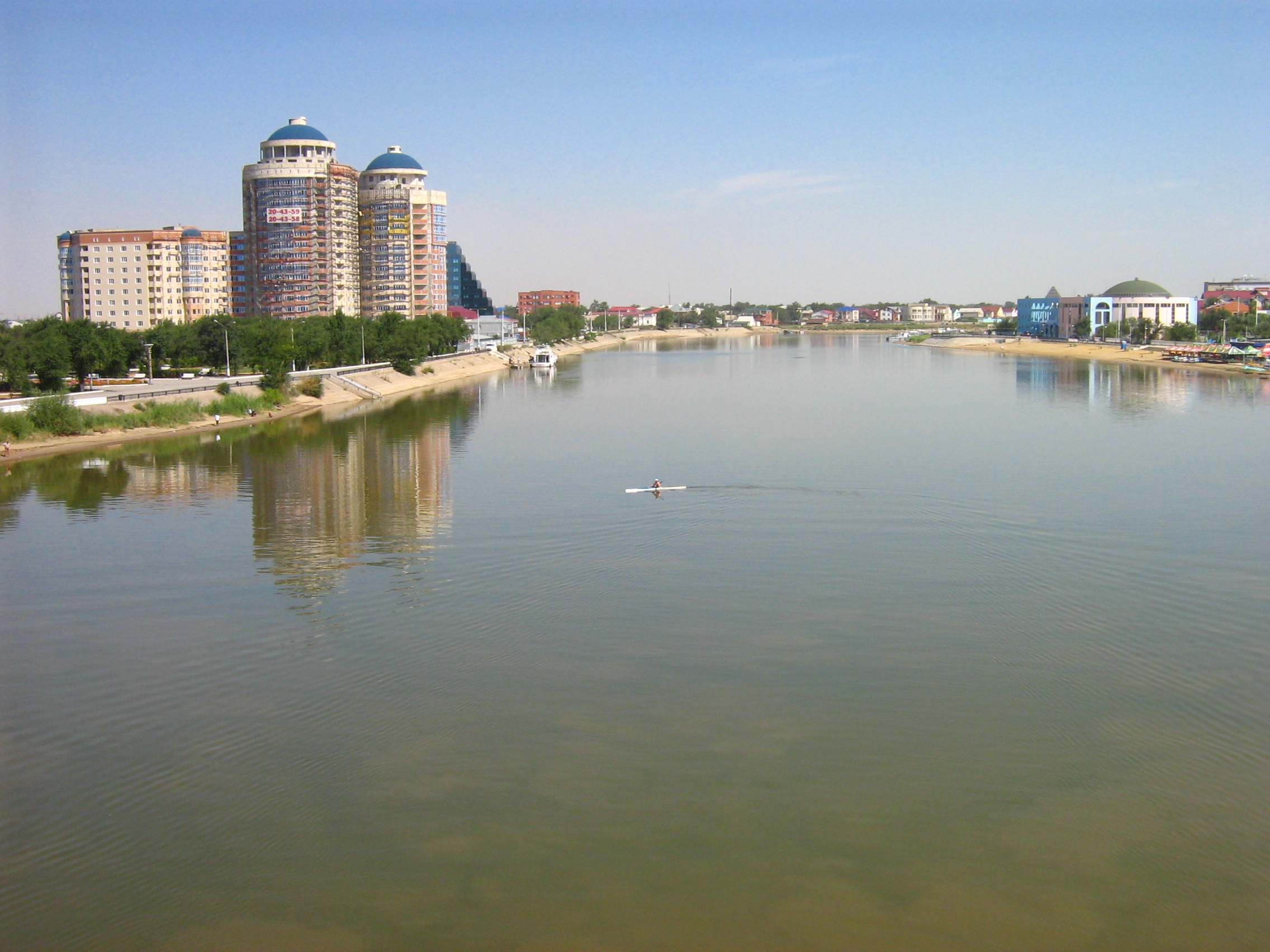
Река Урал в центре города Атырау (Казахстан).
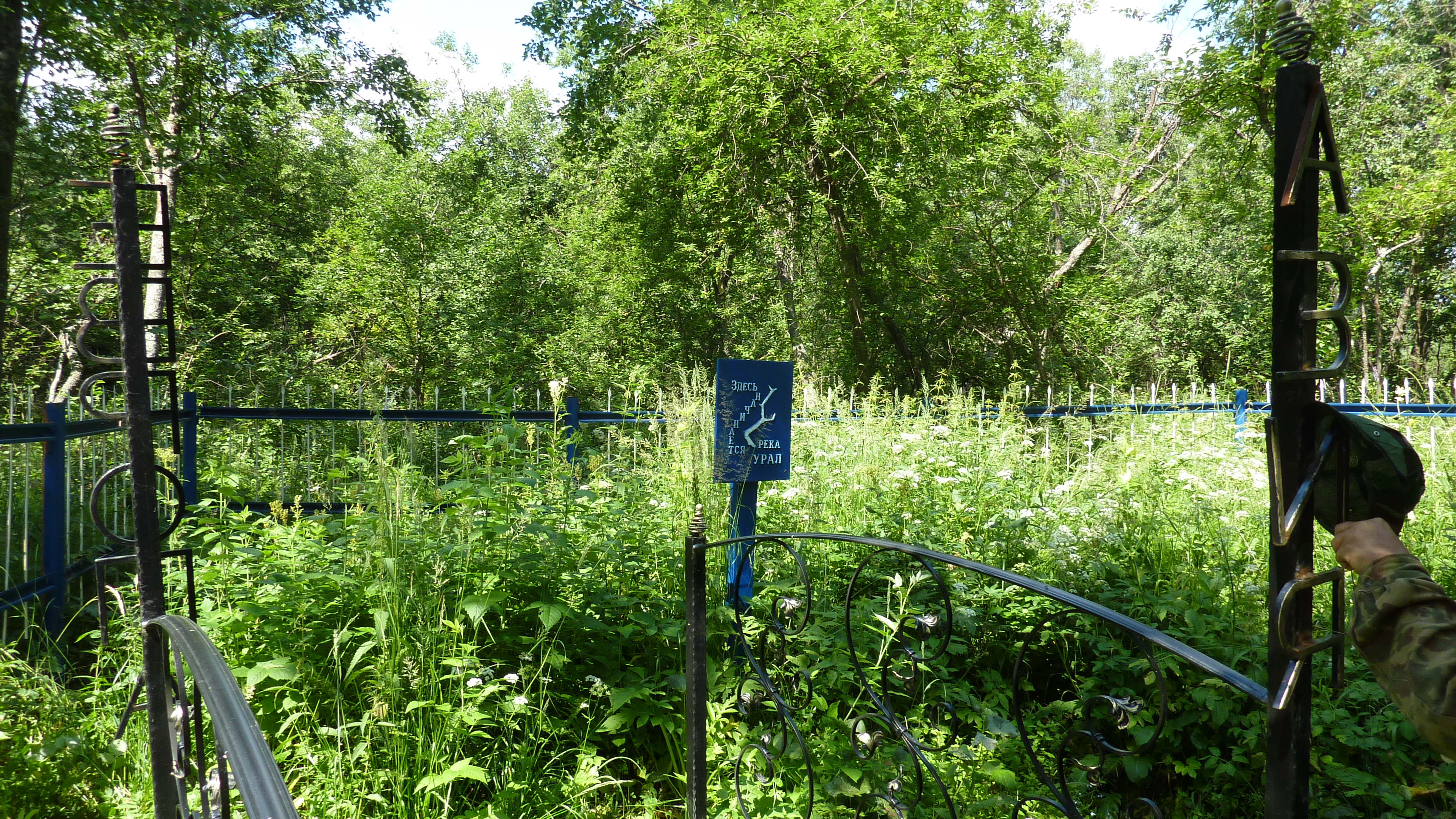
Исток реки Урал
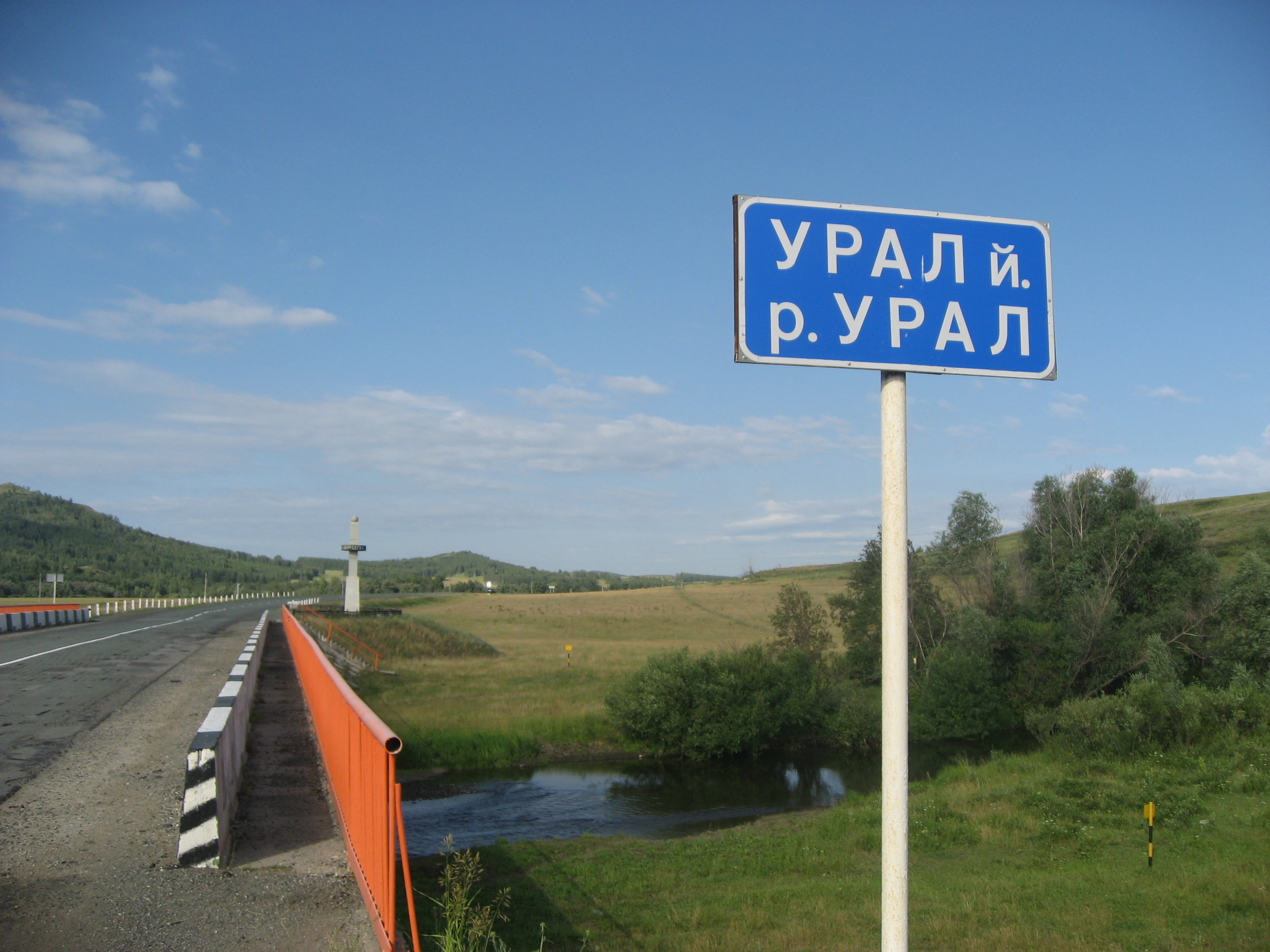
Мост через Урал в Учалинском районе Башкортостана
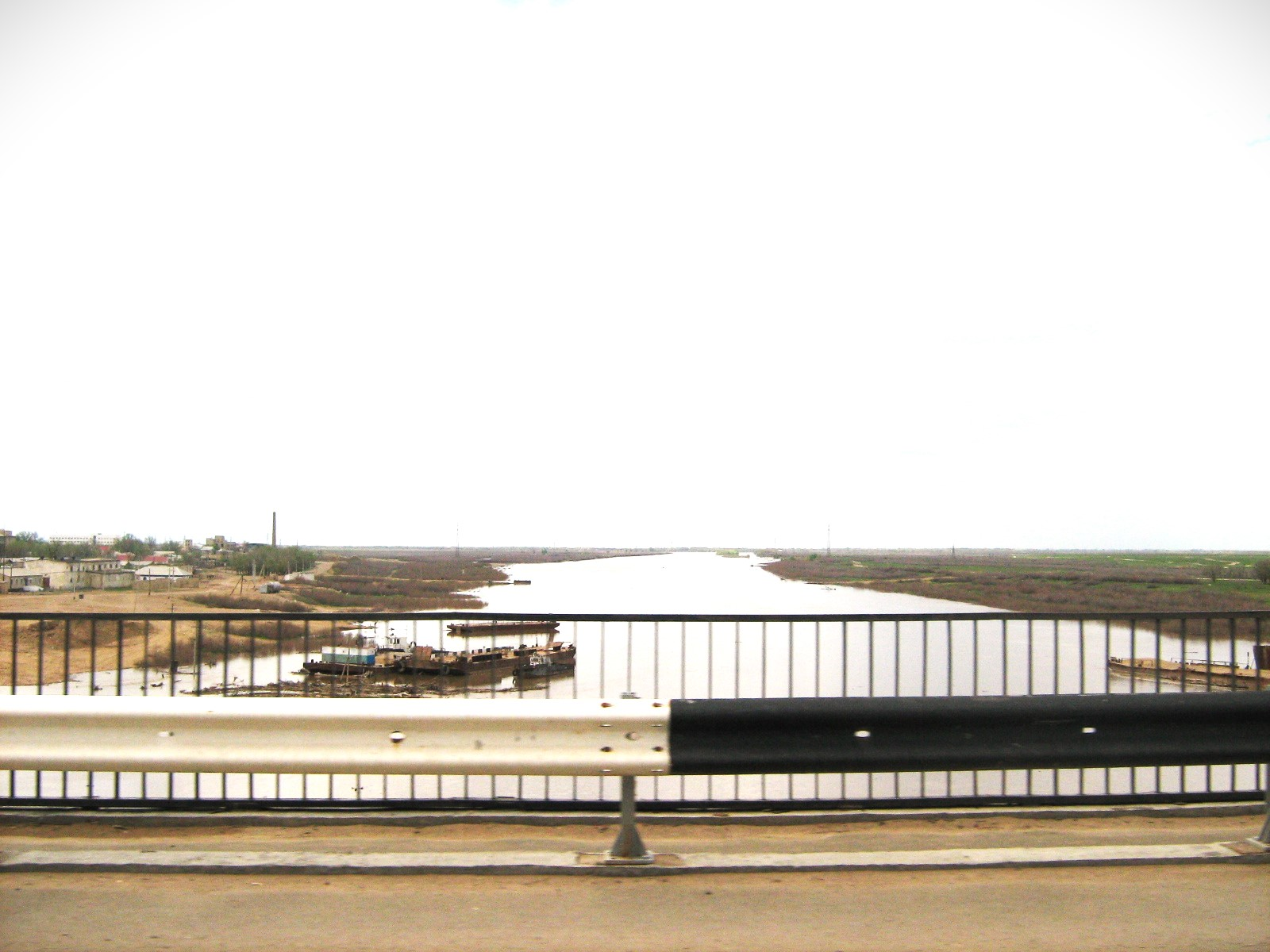
р.Урал в пос.Индерборский (Атырауская обл.)